# Lydie
Cet article concerne l’ancien pays d'Asie Mineure. Pour le prénom, voir Lydie (prénom).
Ne doit pas être confondu avec Lycie.

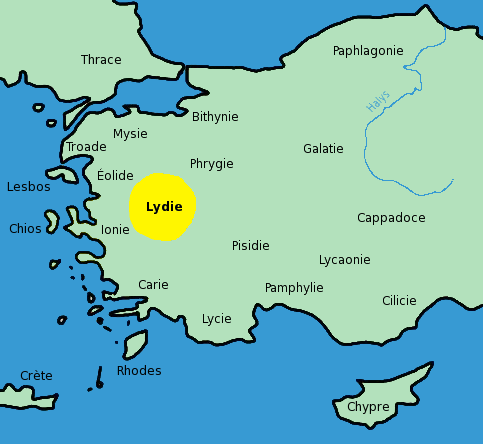
Position de la Lydie en Anatolie.

Empire assyrien, royaume phrygien, royaume lydien, vers 800-700.

Proche-Orient, vers 590.

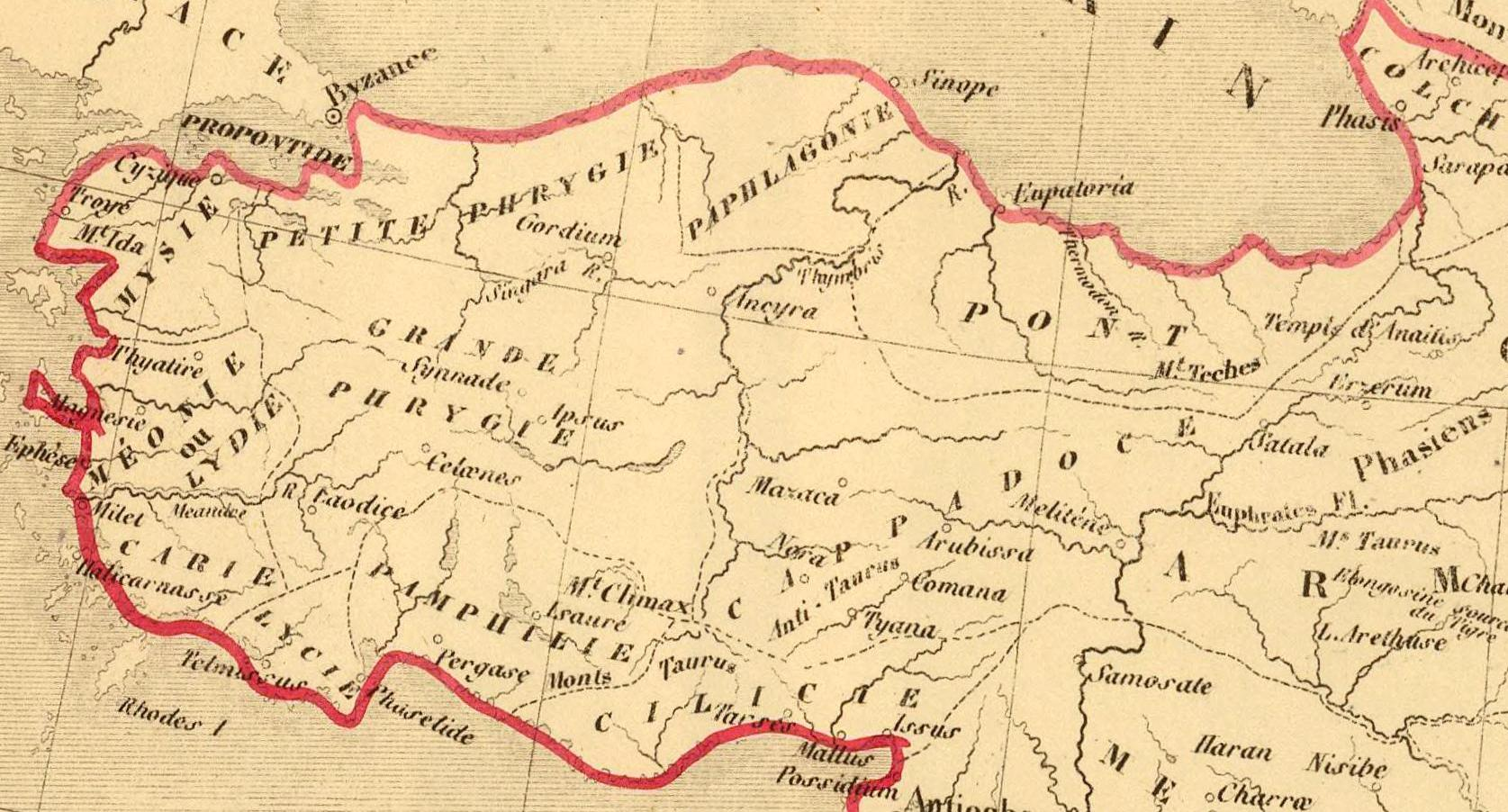
L'Asie Mineure au temps des Diadoques.

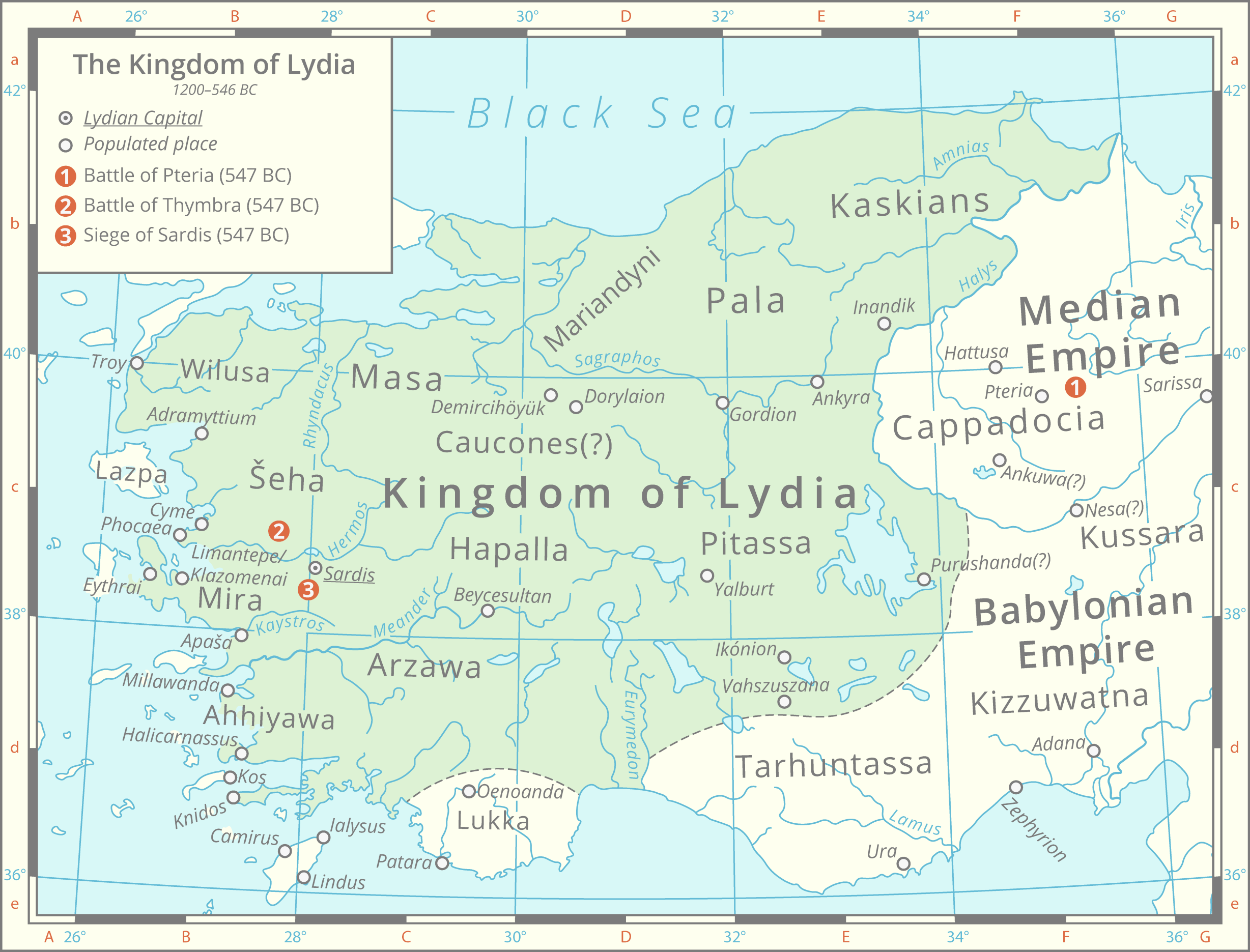
Royaume de Lydie.

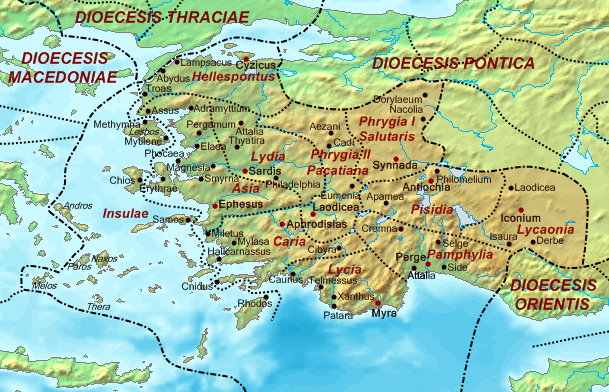
Diocèse d'Asie vers 400.

La Lydie est un ancien pays d'Asie Mineure, proche de la mer Égée, dont la capitale était Sardes. Elle devient le cœur d'un royaume qui prend une grande importance politique durant la première moitié du VIe siècle av. J.-C., en particulier sous son principal roi, Crésus, qui est aussi son dernier puisqu'il est défait par les troupes perses conduites par Cyrus II vers 547 av. J.-C. Le terme reste appliqué à la région durant le reste de l'Antiquité, mais elle ne retrouve plus son autonomie politique, passant sous la domination des royaumes hellénistiques puis sous celle des Romains.

## Géographie
La Lydie était une région occidentale de l'Anatolie (Asie Mineure), bordée au nord par la Mysie, au sud par la Carie, à l'ouest par l'Ionie et à l'est par la Phrygie. Le cœur de la Lydie se trouve autour de sa capitale, Sardes, dans la vallée de l'Hermos (aujourd'hui le Gediz), fleuve qui coule en direction de l'Égée, faisant de la région un axe de communication entre l'Anatolie centrale et le littoral anatolien occidental. La Lydie est bordée au sud par le mont Tmolos, qui la sépare de la vallée du Méandre, dont la région du cours moyen est parfois reconnue dans l'Antiquité comme une partie de la Lydie. Une autre région parfois incluse dans la Lydie par les textes antiques est la vallée du Caïque située au nord-ouest. En dehors de ces voies de communication naturelles, la Lydie est séparée des régions voisines par des montagnes ou du moins des régions hautes. C'est une région bien arrosée, traversée par de nombreux cours d'eau et disposant aussi de lacs (dont le lac Marmara, le lac Gygès ou la Coloe des Anciens), disposant de ressources abondantes en bois, pierre et or,.

## Histoire du royaume lydien

### Origines
Les origines des Lydiens et de la Lydie restent particulièrement obscures, même en comparaison avec les autres royaumes de la période. Le royaume lydien se développe durant l'âge du fer (v. 1200-800 av. J.-C.) dans le centre de l'Anatolie occidentale, or cette région est mal connue pour la phase antérieure, l'âge du bronze récent (v. 1500-1200 av. J.-C.). Les textes provenant du royaume hittite, la puissance majeure de l'Anatolie durant cette période, permettent d'y localiser deux royaumes qui sont liés à l'ensemble plus vaste nommé Arzawa : le Pays de la rivière Seha, qui occupe le cœur du futur royaume lydien, avec son centre autour du lac Marmara (sa capitale se trouvait apparemment sur le site de Kaymakçi), et celui de Mira, plus au sud-ouest, autour des vallées du Méandre et du Caÿstre. Les populations qui occupent ces régions sont généralement considérées comme parlant le louvite, une langue anatolienne, et sont désignées comme des Louvites. Ceux-ci ne sont pas des ancêtres des Lydiens, qui parlent certes une langue anatolienne apparentée au louvite, mais pas une langue qui descend de celle-ci. Il a donc été proposé que les Lydiens soient arrivés dans la région durant l'âge du fer, alors que les royaumes de l'âge du bronze récent disparaissent dans la foulée de la chute de l'empire hittite. Il a néanmoins été objecté à cela que la situation linguistique de la future Lydie durant l'âge du bronze reste incertaine, et qu'il se pourrait très bien que le Pays de la rivière Seha ait déjà été occupé par des populations parlant le lydien ou un ancêtre de celui-ci. La situation est donc indéterminée. L'archéologie indique que la future capitale des Lydiens, Sardes, est déjà occupée durant l'âge du bronze récent, mais c'est alors un site secondaire à l'échelle régionale.
Les auteurs grecs fournissent des récits sur les origines des Lydiens, qui sont écrits plusieurs siècles après les faits supposés, et qui demeurent impossibles à confirmer ou infirmer. Homère, dans son Iliade écrite vers la seconde moitié du VIIIe siècle av. J.-C., ne parle pas de Lydie, mais situe à sa place un pays appelé Méonie. Deux auteurs postérieurs, Hérodote (Ve siècle av. J.-C.) et Strabon (Ier siècle av. J.-C.), disent que la Méonie est l'ancien nom de la Lydie. Un toponyme voisin de Méonie se trouve dans des textes d'époques hittites relatifs au Pays de la rivière Seha, ce qui pourrait confirmer l'ancien nom de la Lydie. Selon Hérodote (I, 7), la première dynastie qui gouverne les Méoniens est fondée par un certain[style à revoir] Atys, dont le fils, Lydos, donne son nouveau nom aux Lydiens. Cet historien évoque ensuite des rois héraclides qui auraient dirigé la Lydie pendant 22 générations, avant la fondation de la dynastie suivante, celle des Mermnades.
Les éléments fournis par l'archéologie sur la formation du royaume lydien restent limités. La fin de l'âge du bronze voit l'abandon, peut-être accompagné de destructions, de plusieurs sites fortifiés de la future Lydie, dont le plus important, Kaymakçi. Sardes semble aussi connaître une destruction vers cette période mais elle n'est pas datable avec précision. Cela correspond à une période de grands troubles et de recompositions politiques et sociales affectant toute la Méditerranée orientale (l'« effondrement de l'âge du bronze récent ») dont la chronologie et les causes demeurent incertaines. Les lieux de peuplement principaux de la Lydie changent durant cette période, durant laquelle Sardes semble se développer. Se remarquent également des changements techniques, par exemple dans la production des briques et des céramiques. La culture matérielle présente, comme à l'époque précédente, des affinités à la fois avec les cultures d'Anatolie centrale (celles des Hittites puis des Phrygiens) et du monde égéen (celle de la civilisation mycénienne puis celle des cités ioniennes de la côte anatolienne).
Selon Hérodote, les Étrusques seraient d'origine lydienne, mais des analyses linguistiques et génétiques laissent penser que cela ne peut être vrai que pour, peut-être, une partie de l'aristocratie étrusque, tandis que la majeure partie de ce peuple descend des Villanoviens,,,.

### Expansion

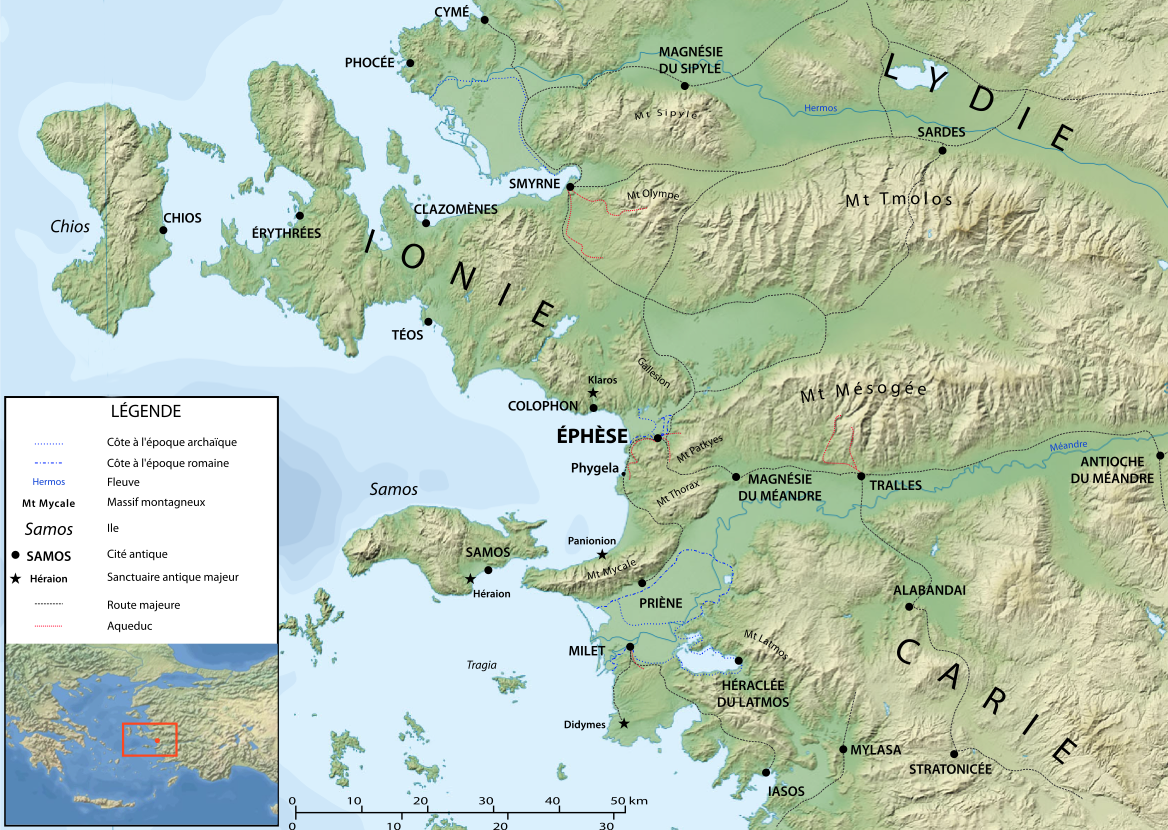
Localisation des principales cités ioniennes faisant face à l'expansion de la Lydie (située au nord-est).

Les rois de la dynastie mermnade, qui dirigent la Lydie d'environ 680 à 547-545 av. J.-C., ont une existence plus assurée, bien que les conditions de son accession au pouvoir nous échappent.
Selon le récit rapporté par Hérodote (I, 8-12) et d'autres auteurs grecs après lui, la Lydie était dirigée par le roi Candaule, qui est renversé par un de ses serviteurs, Gygès, le fondateur de la lignée des Mermnades. Celui-ci règne d'environ 680 à 644 av. J.-C. Vers 664, il fait face à l'invasion des Cimmériens, venus de l'est, qui ont fait tomber le royaume de Phrygie, la puissance dominante de l'Anatolie centrale. Des textes cunéiformes contemporains mis au jour à Ninive, la capitale de l'Assyrie, empire exerçant alors l'hégémonie sur la majeure partie du Moyen-Orient, indiquent que Gygès y a envoyé une ambassade demandant l'appui assyrien face aux Cimmériens. Il envoie quelques années plus tard des captifs cimmériens en Assyrie, ce qui indique qu'il a remporté des victoires. Néanmoins, encore plus tard, il suscite l'ire de la grande puissance en fournissant des mercenaires au roi égyptien Psammétique Ier lors de son conflit contre l'Assyrie. Du côté occidental, Gygès fait peser une menace sur les cités grecques de la côte : Milet, [[Basculer la table des matières
Izmir|Smyrne]] et Colophon. Le roi lydien avait également sollicité l'aval de l'oracle de Delphes lors de sa prise du pouvoir, l'avait reçu et avait en retour gratifié le sanctuaire d'offrandes somptueuses. De fait, c'est un roi riche et puissant, qui est manifestement parvenu à étendre la puissance lydienne. Il trouve la mort vers 645-644 face à une nouvelle attaque des Cimmériens conduits par leur roi Lygdamis,.
Son fils et successeur Ardys (v. 645-615 av. J.-C.) doit donc à son tour faire face à la menace cimmérienne et se tourne lui aussi vers l'Assyrie, avec laquelle les relations se sont améliorées. Des sources grecques postérieures indiquent que Sardes aurait alors été prise et pillée par les envahisseurs, et que d'autres peuples voisins, les Trères et les Lyciens, auraient également profité de la situation pour attaquer la Lydie. Hérodote rapporte aussi des attaques d'Ardys contre Priène et Milet. Le roi suivant, Sadyattès (v. 615-610 av. J.-C.), aurait conduit selon cet historien d'autres campagnes contre Milet,.
Alyatte (v. 610-560 av. J.-C.) amorce la phase d'expansion majeure du royaume lydien. Vers la fin du VIIe siècle av. J.-C., la capitale phrygienne, Gordion, passe manifestement sous le contrôle de la Lydie, qui est alors la principale puissance de l'Anatolie occidentale et centrale. Il n'y a pas d'indication que cela se soit fait à la suite d'un conflit, et la nature de la domination lydienne sur la Phrygie reste indéterminée. Cela est rendu possible par la fin des raids cimmériens, alors que l'Assyrie s'est effondrée entre 626 et 609 face aux Babyloniens et aux Mèdes. Au nord, la Mysie est également passée sous domination lydienne. Sur la côte occidentale, après avoir apparemment eu des relations apaisées dans un premier temps avec les cités grecques, il conduit un raid victorieux contre Smyrne, et des offensives contre Milet et Clazomènes, ainsi que la Carie. Le roi lydien marie une de ses filles à Mélas, le tyran d'Éphèse. La Lydie ne parvient cependant jamais à instaurer une domination durable sur cette région. Alyatte effectue également des offrandes à Delphes. Hérodote rapporte ensuite un conflit entre la Lydie et un nouvel adversaire venu de l'est, les Mèdes conduits par leur roi Cyaxare. Cet historien relate une bataille indécise sur le fleuve Halys, durant une éclipse solaire, qui se solde par une paix et le mariage de la fille d'Alyatte, Aryénis, avec le fils du roi mède, Astyage,.
Crésus (v. 560-547 av. J.-C.) est le plus connu des rois lydiens et celui sous lequel ce royaume connaît son apogée, étant parfois désigné comme un « empire ». De nombreuses sources grecques mentionnent ce roi, qui porte manifestement un intérêt marqué à leur pays : il poursuit la politique d'offrande de ses prédécesseurs à Delphes et l'étend à des sanctuaires de Sparte, Thèbes, Didymes, Éphèse, Smyrne, commandite des réalisations à des artistes renommés de Samos et de Chios. Cela ne l'empêche pas de mener une politique plus agressive vers l'ouest et d'entrer en conflits contre Milet, Smyrne, Priène et Clazomènes. Il impose un tribut aux pays qu'il a vaincus, se constitue une flotte, amorçant la constitution d'un empire lydien. La majeure partie de l'Anatolie occidentale et centrale (les territoires à l'ouest du Halys) est sous sa coupe, à l'exception de la Cilicie et de la Lycie. Sa capitale, Sardes, devient alors une grande ville, reflétant la puissance nouvelle de la Lydie,.

### Chute
Cette dynamique est cependant brisée par la défaite de la Lydie contre la Perse de Cyrus II, qui survient vers 547 av. J.-C. Ce conflit est peut-être déclenché par la victoire perse contre le roi mède Astyage, beau-frère de Crésus. Hérodote rapporte comment il sollicite les oracles d'Apollon de Delphes et d'Amphiaraos d'Oropos pour savoir si les dieux lui sont favorables et dépêche diverses ambassades pour chercher l'appui de plusieurs puissances militaires de l'époque (Babylone, Égypte, Sparte). La bataille entre les deux armées, à Ptérie en Cappadoce, semble avoir été indécise, mais les troupes perses sont plus nombreuses que celles de la Lydie, qui se replient sur Sardes. Elles subissent une défaite sous les murs de la ville, qui est assiégée et tombe peu après. La capitale lydienne est cependant épargnée, de même que Crésus. Cyrus envoie ensuite ses troupes prendre le contrôle du reste de l'Anatolie occidentale, qui est annexée à son empire, avec Sardes comme capitale provinciale,.

### Liste des rois de Lydie
- - Moeon ou Manès
  - Atys
  - Lydos
  - Pylémène
- Héraclides :
  - Argon
  - Dix-huit rois inconnus
  - Ardys Ier
  - Alyatte Ier
  - Mélès
  - Candaule

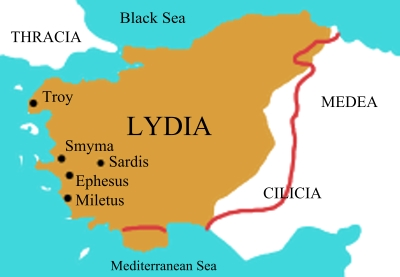
Royaume de Lydie à l'époque de Crésus

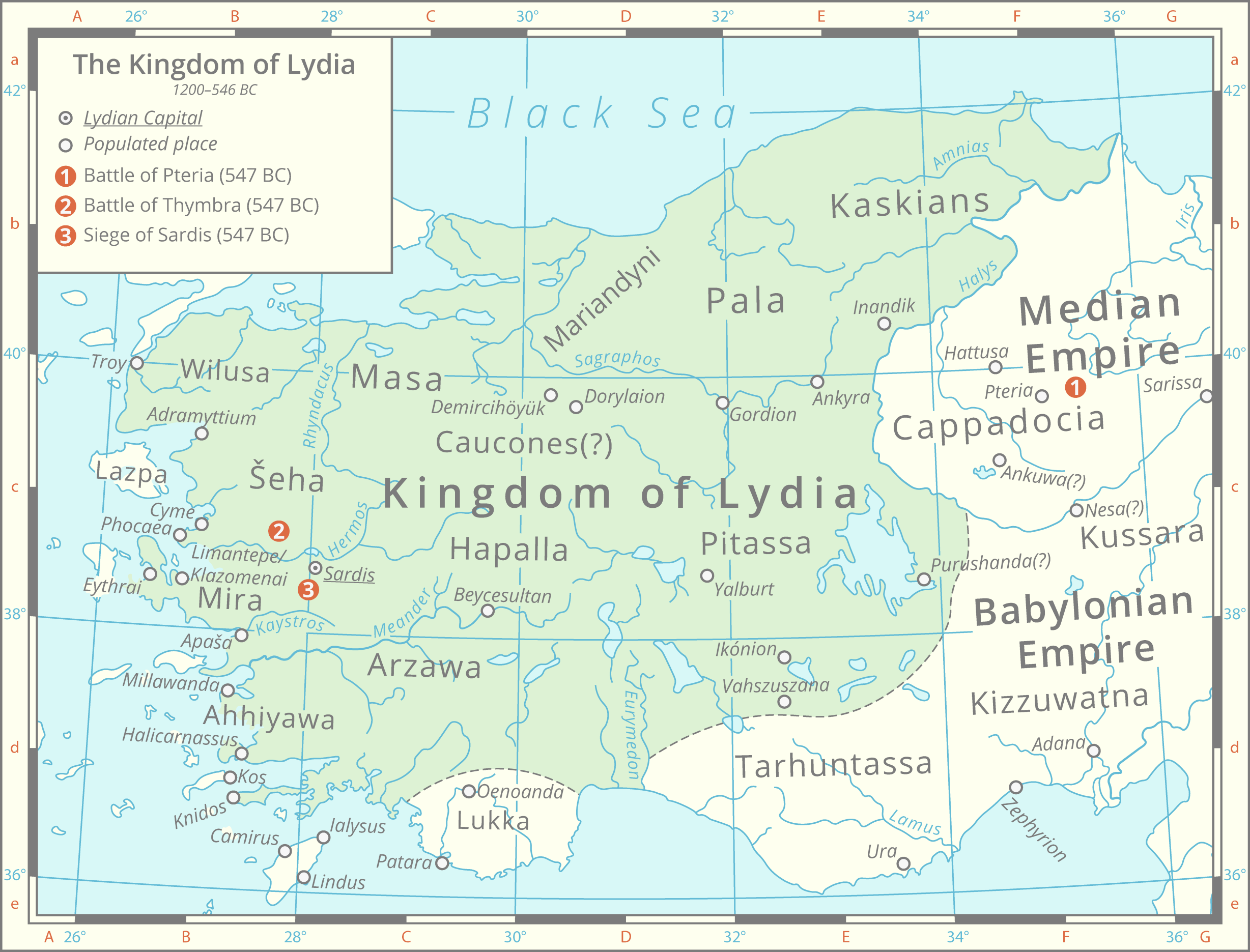
Royaume de Lydie, vers 547

- Mermnades (les dates sont incertaines) : 
  - 685/644 : Gygès
  - 644/615 : Ardys II
  - 615/610 : Sadyattès
  - 610/561 : Alyatte II
  - 561/547 : Crésus

## Société et culture du royaume lydien

### Sardes
Sardes est la capitale de la Lydie, et le seul centre urbain de cette région qui soit connu pour l'époque du royaume. Elle est située dans la plaine lydienne, entre le lac Marmara et les monts Tmolos, sur la rive sud du fleuve Hermos, à sa confluence avec le Pactole. Elle occupe une position stratégique sur des routes commerciales, sur un site aisé à défendre autour d'une acropole, en plus d'être proche de différentes ressources (bois et pierre dans les montagnes, eau des rivières et sources, terres arables de la plaine). Le site est occupé vers le milieu du IIe millénaire av. J.-C., mais sa phase de croissance coïncide avec l'expansion du royaume lydien, au VIIe siècle av. J.-C. La ville est entourée d'une muraille qui couvre 108 hectares. Cet ouvrage puissant est large d'une vingtaine de mètres en moyenne, encore élevé de nos jours de 10-13 mètres par endroits. D'autres constructions monumentales avaient été érigées par les rois lydiens, mais elles ont disparu avec les différents réaménagements du site qui ont eu lieu après. D'importants travaux de terrassement ont eu lieu sur l'acropole vers le milieu du VIe siècle av. J.-C., peut-être pour supporter le secteur des palais et des temples principaux de la ville, connus par les textes. Parmi les bâtiments qui pourraient dater de cette époque mentionnés dans des textes se trouvent un « palais de Crésus » en briques d'argile, évoqué par Vitruve et Pline l'Ancien, un temple de Cybèle qui a brûlé en 498 av. J.-C., dont on a peut-être retrouvé des restes dans les sculptures de style archaïque réutilisées dans la synagogue d'époque romaine. Des résidences ont été dégagées dans la ville basse et dans des secteurs situés au-delà de la muraille. Elles sont construites en briques sur des fondations en gravats, avec des toits couverts de paille et d'argile, parfois des tuiles dont des fragments ont été mis au jour sur le site (sans doute pour les maisons riches et les bâtiments publics). Elles comprennent plusieurs pièces disposées autour d'une cour. Des espaces de cuisine ont été identifiés, les autres pièces étant apparemment pluri-fonctionnelles,. Les constructions extra-murales s'étendent notamment dans la vallée du Pactole où a été identifiée une forge, ainsi que des sculptures et fragments d'ornements architecturaux ayant pu appartenir à un temple d'Artémis. Les trouvailles archéologiques les plus nombreuses des alentours de Sardes (en particulier dans la vallée du Pactole) sont les nécropoles, notamment les tombes à tumulus et celles creusées dans la roche.

### Économie
Le cœur de la Lydie propose plusieurs types de ressources qui sont à la base de la richesse du royaume : une terre fertile traversée par plusieurs cours d'eau, des montagnes où se trouvent des forêts très boisées ainsi que des lieux d'extraction de pierre, aussi des zones de pâture dans les vallées. La vallée de l'Hermos constitue par ailleurs une voie de communication naturelle majeure entre l'Anatolie centrale et la côte de l'Anatolie occidentale. Mais le facteur déterminant pour la richesse des rois lydiens est manifestement la présence de métaux précieux, avant tout de l'or, ou plus précisément de son alliage naturel avec l'argent, l'électrum, en particulier le long du Pactole (et plus largement le long des cours d'eau du versant nord du mont Tmolos), ce qui explique sans doute le développement de Sardes à cet endroit,. Néanmoins, des études modernes ont indiqué que le Pactole livre surtout de l'or pur à l'état naturel, ce qui est en contradiction avec les témoignages antiques et les frappes monétaires lydiennes en électrum ; en revanche, l'électrum se trouve à l'état naturel en Troade, d'où provient peut-être le métal utilisé pour les frappes lydiennes.
Quoi qu'il en soit, l'activité métallurgique de la Lydie est avant tout documentée par ses monnaies en électrum puis en or et argent (voir plus bas). Il est probable que ces émissions monétaires aient stimulé le développement des techniques de raffinage des métaux, puisqu'elles comprennent souvent une portion d'or et d'argent différente de celle qu'elles contiennent généralement à l'état naturel, ce qui résulte de manipulations permises par la maîtrise de la méthode de séparation de l'or et de l'argent, visant à réduire la part en or et augmenter la part en argent afin d'effectuer un profit lors de la frappe. Puis sous le règne de Crésus se développe un monnayage bimétallique or/argent, ce qui suppose une nouvelle avancée technique. Les fouilles d'ateliers métallurgiques situés le long du Pactole à Sardes (secteur PN) ont permis d'identifier la pratique des méthodes de cémentation et de coupellation.

### Les premières monnaies

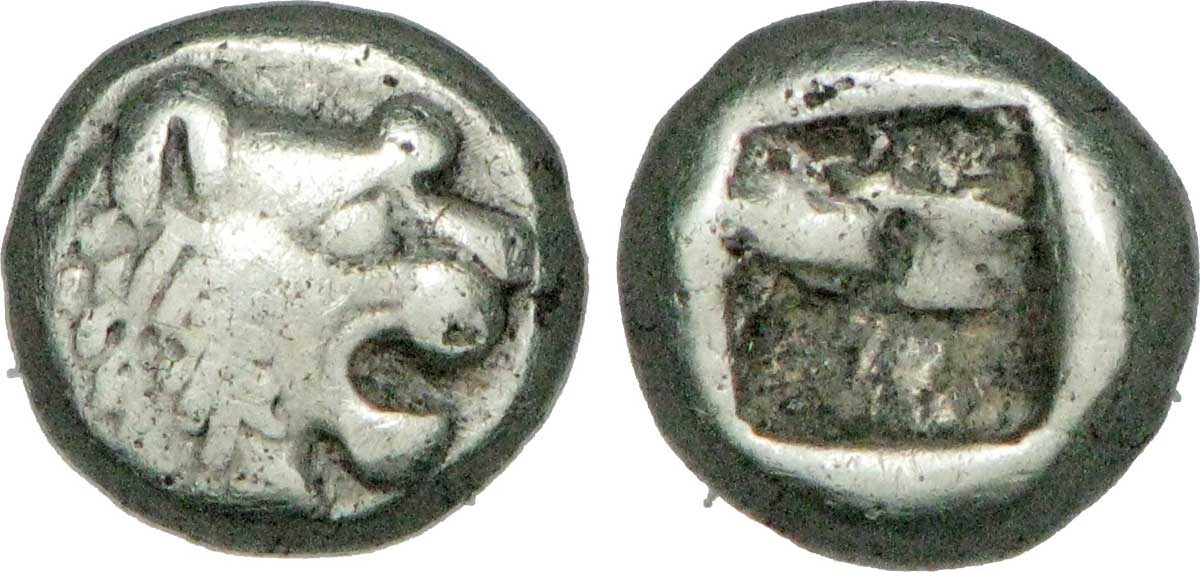
Hemi-hecte à tête de lion du royaume de Lydie (c. 610-550 avant notre ère).

Les pièces de monnaie, ou plus exactement la monnaie frappée et signée (mais pas la monnaie tout court, à l'existence bien plus ancienne), font leur apparition en Asie Mineure occidentale à l'époque des rois de Lydie. Il s'agit de monnaies en électrum, un alliage d'or et d'argent, frappées en divers étalons (trois ou quatre), portant au droit (côté face) une figure (un type) en relief, généralement un animal, avec parfois au revers une marque en creux faite au poinçon. La date et la localisation exactes de ces premières frappes de monnaie sont débattues, ce qui fait qu'il est impossible de confirmer ou infirmer la tradition grecque qui attribue l'invention de la monnaie frappée aux Lydiens, même s'il est à tout le moins incontestable qu'ils sont parmi les premiers à frapper des monnaies, avec les cités grecques voisines. Les débats sur la datation portent en particulier sur un trésor de monnaie mis au jour dans l'Artémision d'Éphèse. La datation la plus haute le fait remonter au milieu du VIIe siècle av. J.-C., d'autres dans la seconde moitié du siècle, ou autour de 600 av. J.-C., voire jusqu'en 560. D'autres pièces mises au jour sur ce site datent du dernier quart du VIIe siècle av. J.-C. Suivant les conclusions d'E. Robinson, suivi par la majorité des chercheurs après lui, les monnaies des rois lydiens sont celles portant une tête de lion, qui est leur emblème. Elles se déclinent en plusieurs poids : trités (ou tiers de statère, soit 4,75 g), hectés (ou sixièmes de statère, soit 2,37 g) et hemi/demi-hectés (ou douzième de statère, soit 1,19 g). D'autres monnaies émises à cette époque pourraient également être attribuables à des frappes lydiennes : certaines sans types, d'autres avec deux lions se faisant face, ou avec un protomé ou une patte de lion, un lion et un taureau se faisant face, ou encore à deux têtes de sangliers ; certaines ayant un poids différent (notamment des statères). Des inscriptions sont lisibles sur certaines émissions : Walwel et -kali-, dont le sens est débattu. Les premières émissions sont apparemment antérieures au règne de Crésus, peut-être le fait d'Alyatte, mais la question reste ouverte. Qu'ils en aient été à l'origine ou pas, il semble bien que les rois lydiens soient ceux qui frappent le plus de monnaie durant cette période créative. Ce sont les types qui se retrouvent le plus en Anatolie occidentale, et également dans un trésor de 45 pièces mis au jour à Gordion en Phrygie, pour la période durant laquelle elle était manifestement sous domination lydienne. La question de la raison de l'apparition de cette nouvelle monnaie est également une question de première importance qui n'a pas trouvé de réponse satisfaisante : depuis de nombreux siècles on utilisait des monnaies non frappées dans tout le Moyen-Orient, sans que cela ne paraisse poser de problèmes notables, aussi s'interroge-t-on sur ce choix de produire une nouvelle forme de monnaie, amenée à être la forme dominante.

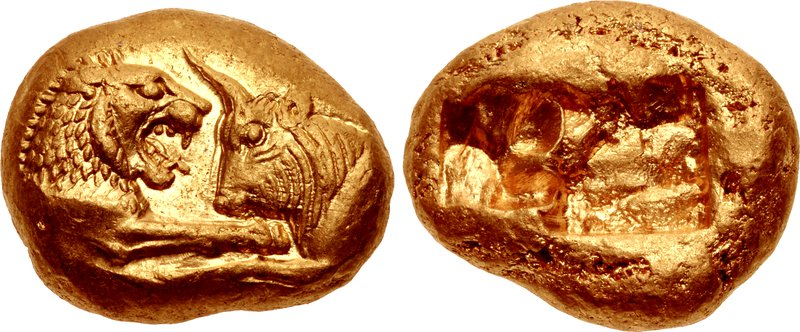
Créséide d'or, issu des premières émissions, v. 560-550 av. J.-C.

Les monnaies lydiennes sont manifestement surévaluées : elles comportent une proportion d'or inférieure à celle que l'électrum présente à l'état naturel, ce qui permet au Trésor royal d'effectuer un profit appréciable lors de chaque émission. C'est peut-être ce qui a motivé Crésus à entreprendre une réforme monétaire vers le milieu du VIe siècle av. J.-C., mettant en place un système bimétallique reposant d'un côté sur un monnayage d'or pur, surnommé « créséïdes », et un monnayage d'argent. Ils représentent à leur droit un lion et un taureau se faisant face. L'étalon de base reste le statère. Des créséïdes sont encore frappées à Sardes durant les premières décennies de la domination perse, avant d'être remplacées par les frappes des monnaies spécifiques du pouvoir perse, les dariques, appelées ainsi parce qu'elles ont été émises à partir des alentours de 515, au début du règne de Darius Ier. Sardes reste un atelier monétaire de premier plan sous la domination perse.

### Religion
Les cultes de Lydie sont peu documentés pour l'époque du royaume lydien, ils sont surtout attestés par des sources des époques postérieures, notamment par des inscriptions, ce qui rend complexe leur utilisation pour une période antérieure. Deux sanctuaires sont connus à Sardes : un est dédié à Artémis, l'autre à Kuvava (Kubaba), qui semble être une variante locale de la « Mère » (Matar) anatolienne, similaire à la phrygienne Cybèle. Cette déesse est peut-être la divinité protectrice de la lignée royale. Artémis dispose aussi d'un sanctuaire important en pays lydien, sur le lac Coloë (ou lac Gygès, l'actuel lac Marmara), et Artémis d'Éphèse semble avoir joui d'une grande importance aux yeux des rois lydiens, qui lui ont à plusieurs reprises voué des offrandes. Parmi les autres dieux lydiens dont les cultes sont attestés figurent Leus, un Zeus lydien, un dieu nommé Qldans, peut-être un dieu lunaire ou solaire (équivalent d'Apollon ?), Baki qui semble une variante locale de Dionysos/Bacchus, et Sandas, parèdre de Kubaba, un dieu guerrier qui est quant à lui assimilé à Héraclès. Les noms de personnes semblent indiquer la présence de dieux louvites, le dieu-lune Arma et le dieu solaire Tiwata. La population de Sardes a également voué des cultes à des dieux grecs : Apollon, Héra, Déméter, Koré, peut-être Aphrodite. Les archéologues ont mis au jour sur ce site 26 dépôts datés du VIe siècle av. J.-C. liés à un rituel d'« offrande-repas », attesté par des récipients à offrandes (coupes, plats, pichets), des couteaux, des os de canidés, qui semblent liés à un contexte domestique, mais dont la ou les divinité(s) destinataire(s) nous échappe(nt),,.

### Sépultures

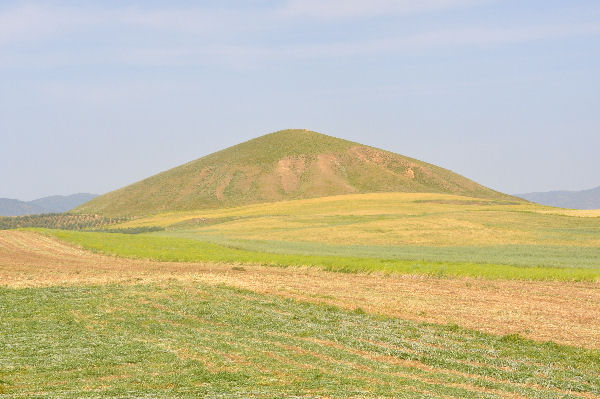
Le tumulus du « tombeau d'Alyatte » à Bin Tepe.

L'archéologie documente surtout les pratiques funéraires de la période du royaume lydien, dont les traditions se prolongent au début de l'époque achéménide. La forme la plus caractéristique est le tumulus : plus de 500 sépultures de ce type ont été identifiées, en une centaine de lieux, organisation spatiale qui permet de les interpréter comme les tombes des familles de l'élite dirigeante du royaume lydien, administrant chacune une portion de territoire. Il s'agit surtout de tombes à chambre, construites en pierre et/ou creusées dans la roche, parfois de simples puits. Ils peuvent disposer d'un porche et d'un couloir d'accès à la chambre (dromos) et sont parfois signalés à la surface par une stèle. Le cadavre est disposé dans un sarcophage, ou sur une banquette (klinê, une cinquantaine de cas connus). Des tombes contiennent plusieurs corps, pratique qui semble surtout se répandre à l'époque achéménide. Cette période voit aussi l'apparition des inscriptions funéraires qui permettent de mieux approcher les croyances religieuses. Le site de Bin Tepe, situé au nord-ouest de Sardes près du lac Marmara, comprend une centaine de tumulus, dont trois plus grands que les autres qui sont traditionnellement associés aux rois de la dynastie mermnade. Le plus vaste est considéré comme étant le tombeau d'Alyatte II, d'un diamètre de 361 mètres pour une hauteur de 70 mètres, constitué d'une chambre construite en marbre, disposant d'une antichambre, vides au moment des fouilles. En effet, la plupart des tombeaux ont été pillés dans l'Antiquité, ce qui rend impossible une datation précise. Il semble que beaucoup des petits tumulus du site datent de la période achéménide et témoignent ainsi d'une volonté de la part des élites locales de poursuivre les traditions funéraires de l'époque monarchique. D'autre sites funéraires à tumulus importants sont ceux de la zone de Güre située à l'est (sites de Basmacı, Toptepe, Ikiztepe), qui ont livré un matériel luxueux (le « trésor de Lydie ») datant du VIe siècle av. J.-C. (surtout pour une période postérieure à la conquête achéménide), et certains ont préservé des fragments des peintures ornant les murs de leur chambre. Les élites de la Lydie du VIe siècle av. J.-C. se font également inhumer dans un autre type de tombes à chambres, cette fois-ci creusées dans la roche, parfois précédées d'un couloir (ce qui leur donne une organisation intérieure similaire à celle des tumulus), avec des sarcophages et des couches. Certaines tombes consistent en de simples fosses où est entreposé un sarcophage en pierre ou en terre cuite, et on trouve également des tombes à cistes. Les tombes simples devaient être le type le plus répandu, mais l'archéologie s'est concentré sur les formes adoptées par les élites. Quant à la crémation, elle a pu exister mais elle n'est pas attestée pour ces périodes. Quand elles n'ont pas été pillées, ou pas complètement, les tombes des élites ont livré des objets en métaux précieux (or, argent) : des bijoux et ornements ainsi que de la vaisselle de luxe. Les types de céramique mis au jour dans ces tombes sont ceux servant pour des repas (jarres, coupes, bols, plats), peut-être des restes d'anciens banquets funéraires, et les contenants à huiles parfumées (lydia, alabastres, lécythes), parmi lesquels des imports du monde grec et aussi d'Égypte. En revanche, les armes sont rares parmi le matériel funéraire,.

### Langue et écriture

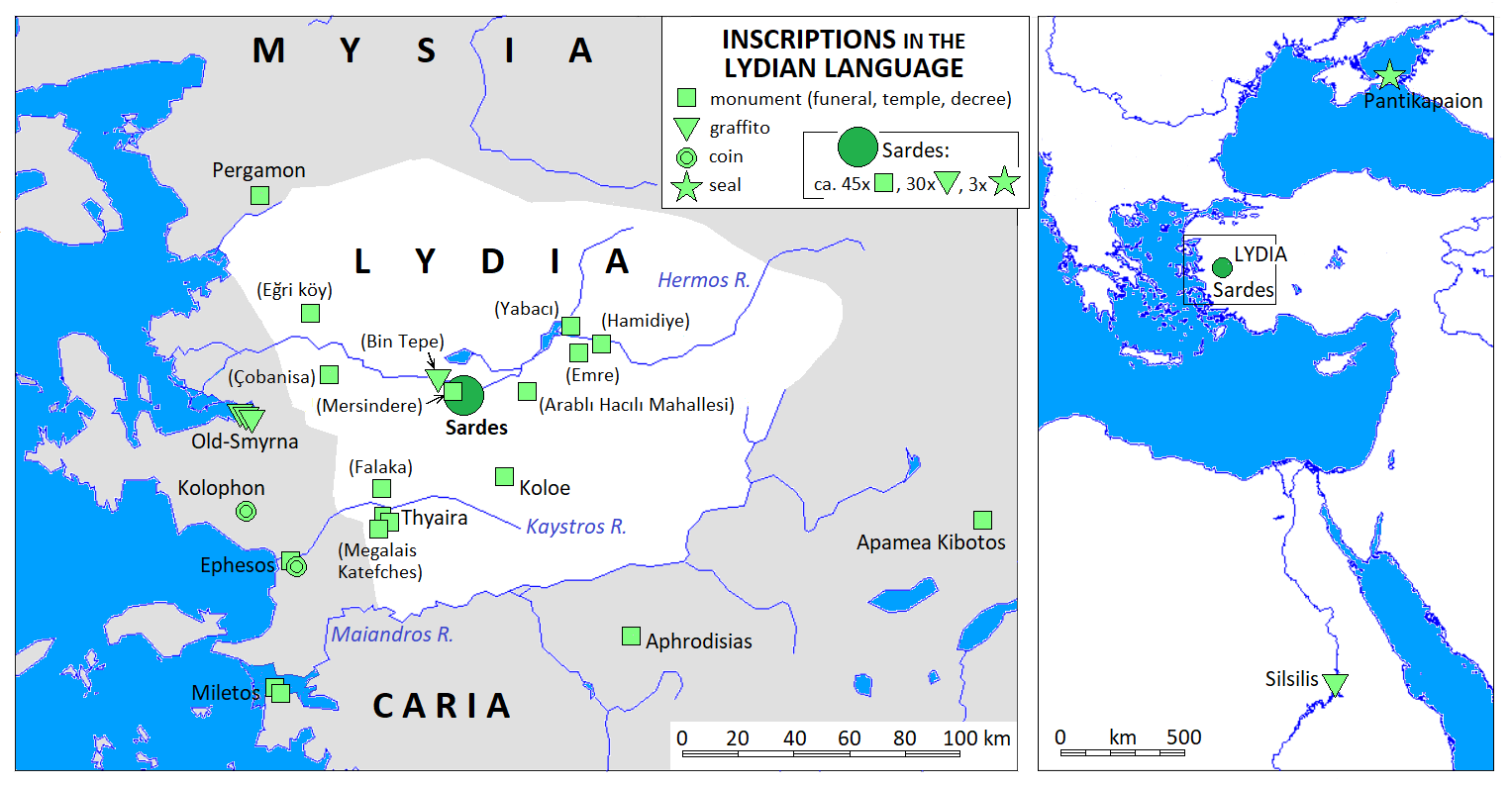
Lydie (blanc) et inscriptions en lydien (vert).

La langue lydienne est attestée par une centaine d'inscriptions, retrouvées sur des pierres (graffitis), des sceaux et des pièces de monnaie, datées pour l'essentiel des Ve – IVe siècle av. J.-C., donc l'époque achéménide, c'est-à-dire qu'elles sont postérieures à la période du royaume lydien qui n'a livré qu'une poignée d'inscriptions en lydien sur des pièces de monnaie, de la pierre et des objets. Elles sont inscrites dans un alphabet qui présente de fortes similitudes avec l'alphabet grec, peut-être dérivé de celui-ci. La majeure partie du corpus sont des inscriptions funéraires mises au jour dans la région de Sardes. Les noms de personnes et de lieux ainsi que des gloses contenues dans des textes grecs tardifs complètent la maigre documentation sur cette langue, qui reste très mal connue, en particulier son lexique. Elle fait partie des langues anatoliennes, elles-mêmes incluses dans le groupe plus vaste des langues indo-européennes. Ses plus proches parentes connues sont donc le louvite, le lycien et le hittite, mais il reste difficile de déterminer de laquelle elle est la plus proche, compte tenu de la pauvreté des sources permettant la compréhension de cette langue, et peut-être également de spécificités qu'elle semble présenter par rapport aux autres langues anatoliennes,,.

### Les Lydiens selon les Grecs
Les Lydiens sont essentiellement documentés par les témoignages rapportés par les auteurs grecs, notamment Hérodote, qui sont manifestement plus ou moins fiables à propos de leur histoire et de leurs coutumes, plusieurs récits n'étant probablement pas à prendre pour argent comptant. À tout le moins, ils nous informent sur la vision qu'avaient ces auteurs grecs de leurs voisins Lydiens, et de certains stéréotypes répandus, qu'ils reposent ou pas sur des éléments avérés (ce qu'il est généralement compliqué de vérifier).
Le premier lieu commun est la richesse des Lydiens, symbolisée par leur roi Crésus, devenu un archétype du personnage qui pense que son argent peut tout acheter, et qu'il fait le bonheur : une anecdote issue des textes d'Hérodote relate sa rencontre (selon toute vraisemblance fictive) à Sardes avec l'athénien Solon, modèle de sagesse, auquel il demande qui est le plus heureux des hommes, espérant bien qu'il le désigne en raison de sa richesse, mais son hôte lui préfère d'autres personnages. Ici, le roi lydien ne sert pas tant de modèle de despote que de représentant de l'idéologie de l'aristocratie grecque, que dénonce l'anecdote en lui opposant Solon, ce qui l'inscrit dans les débats propres à l'Athènes classique. En revanche, dans d'autres anecdotes, la richesse de Crésus est présentée sous un jour favorable, quand elle se traduit par sa générosité envers des Grecs.
Le supposé impact négatif de la richesse sur les mœurs des Lydiens se retrouve ailleurs : beaucoup voient dans la Lydie le pays du luxe (habrosunê) et de la mollesse qui en découle (tryphè), de la volupté. Les Grecs associent aussi la Lydie à la démesure, par exemple par le tombeau gigantesque érigé pour Alyatte évoqué par Hérodote. Un autre lieu commun lié aux deux précédents est le goût des Lydiens pour le commerce, qui fait que selon cet historien, les Lydiens sont les inventeurs de la monnaie d'or et d'argent (ce qui est tout à fait envisageable comme vu plus haut) et du commerce de détail ; selon lui encore, nombre de Lydiens prostituent leurs filles,. Les auteurs grecs fournissent également des informations sur certains éléments de la culture lydienne (époque de domination perse incluse) dont ils reconnaissent la qualité, mais qui ne peuvent être bien approchés, si ce n'est pas du tout, par la documentation archéologique et épigraphique locale : la musique, la production textile, les cosmétiques, l'art équestre.

## Période achéménide
Après la conquête de la Lydie par les Perses, malgré une révolte précoce (révolte de Paktyès), les Lydiens se rallient au pouvoir perse et la Lydie conserve une position importante en Anatolie occidentale puisque les conquérants font de Sardes la capitale de la satrapie qui domine la région, nommée Sparda. Elle devient le point d'arrivée de la voie royale qui traverse l'Empire et part de Perse, à son extrémité orientale. Les satrapes de Sardes jouent un rôle de premier plan dans le dispositif de contrôle de la partie occidentale de l'Empire, et dans les relations entre celui-ci et le monde grec, ce qui explique qu'ils apparaissent régulièrement dans les sources grecques, en particulier Tissapherne, Tiribaze et Autophradatès. Plusieurs personnages grecs éminents de l'époque classique y séjournent (Lysandre, Alcibiade) et la ville subit deux assauts de la part de troupes grecques (lors de la révolte de l'Ionie en 498 et par le roi spartiate Agésilas en 395). Les rois perses Darius Ier et Xerxès Ier y résident. C'est un atelier monétaire majeur. La ville a donc une stature de premier plan, internationale, et est prospère. Le pouvoir perse constitue ensuite plusieurs satrapies en Asie Mineure suivant une chronologie discutée, à partir du début du IVe siècle av. J.-C., Sardes restant la capitale de la satrapie de Lydie, et au moment de l'invasion d'Alexandre son satrape Spithridatès est un des commandants militaires les plus importants de l'armée perse qui s'oppose à lui à Granique.
Cependant, la documentation archéologique provenant du site est pauvre pour cette période, d'autant plus qu'il est assez difficile de séparer dans la documentation ce qui date de la période finale du royaume et du début de la période de domination archéologique, l'impact culturel perse sur les éléments matériels étant manifestement limité en Lydie. Le premier état du temple d'Artémis de la vallée du Pactole pourrait dater de cette période. Les pratiques funéraires se poursuivent dans la continuité de la période royale. Plusieurs tumuli datant de la seconde moitié du VIe siècle av. J.-C. ont été mis au jour dans la région de Güre, qui ont livré un riche matériel funéraire, retrouvé lors de fouilles irrégulières.
À cela s'ajoutent des trouvailles épigraphiques. La documentation en lydien date pour l'essentiel de cette période, sous la forme d'inscriptions funéraires. Des inscriptions bilingues lydien-araméen et lydien-grec sont connues, l'hellénisation de la région semblant s'affirmer, alors qu'on trouve également des Iraniens à Sardes et en Lydie, à la suite d'une politique d'implantation dirigée par le pouvoir perse. Un auteur lydien du Ve siècle av. J.-C., Xanthos, compose en grec un ouvrage relatif à son pays d'origine (il est aussi grec par sa mère), les Lydiaka, préservé sous forme de fragments, dont l'authenticité a du reste pu être mise en doute, ainsi que des résumés de passages faits par d'autres auteurs, qui rapportent notamment des légendes lydiennes.

## Périodes hellénistique et romaine
Après que son satrape a trouvé la mort sur le champ de bataille du Granique en 334 av. J.-C., la garnison de Sardes se rend à Alexandre sans combattre. Celui-ci proclame alors selon ce que rapporte Arrien la « liberté » des Lydiens, et les rend à leurs anciennes coutumes. Après la mort d'Alexandre en 323, la Lydie est comme le reste de l'Asie Mineure disputée entre Antigone le Borgne et Lysimaque, puis passe sous le contrôle des Séleucides à partir de 281, pour un siècle, avant de passer sous le contrôle des rois attalides de Pergame en 180.
L'hellénisation de la Lydie, surtout autour de Sardes, s'accélère durant l'époque hellénistique. Les inscriptions de la région de Sardes sont désormais majoritairement écrites en grec, et les inscriptions en lydien se raréfient. La capitale lydienne devient une cité grecque, avec ses institutions (boulè, ekklésia) et bâtiments publics (gymnase, prytanée, théâtre, hippodrome). Le sanctuaire d'Artémis situé près du Pactole devient un bâtiment de taille monumentale. La population continue de se diversifier à la suite de l'implantation de Juifs depuis la Palestine, à l'initiative du roi séleucide Antiochos III, à la fin du IIIe siècle av. J.-C..
En 129 av. J.-C. la Lydie passe des Attalides aux Romains, qui constituent la province d'Asie. La région, au moins dans sa partie septentrionale, si ce n'est le reste, subit d'importantes destructions et exactions lors des guerres mithridatiques, qui la laissent exsangue, comme le reste de l'Asie Mineure, durant les dernières décennies de la République. Du point de vue administratif, un conventus (district) est créé avec pour capitale Sardes quelque part vers 70-50 av. J.-C., couvrant au moins la moyenne vallée de l'Hermos, et incluant une autre cité, Philadelphie, sur le Cogamos (ancienne fondation des Lagides), au sud-est, alors qu'une autre cité lydienne située au nord-ouest, Thyatire, dépend du conventus de Pergame. Le peuplement du pays est alors surtout organisé autour de villages, katoikia, où l'hellénisme pénètre plus lentement. La fondation de nouvelles cités au début de l'époque impériale, sous les Julio-Claudiens et les Flaviens, et la prospérité de l'époque de la pax romana favorisent le développement des centres urbains. Au IIe siècle de notre ère des villes telles que Philadelphie, Thyatire et Saïttai sont devenues d'importants centres industriels, à la production diversifiée (étoffes, cuirs, ivoire, huiles aromatiques, etc.). Le IIIe siècle est une période plus difficile, quoiqu'il ne faille pas forcément exagérer le déclin dans cette région. Dioclétien constitue ensuite une province de Lydie,.
La région prospère durant l'Antiquité tardive, quand se constitue l'Empire romain d'Orient (byzantin), dont elle dépend. Sous le règne de Justinien au milieu du VIe siècle, elle comprend une vingtaine de cités, et sa richesse agricole et minière est encore vantée. Sardes est une des principales métropoles de l'Asie Mineure, située au carrefour d'importantes routes commerciales, disposant d'un artisanat très actif, et de monuments caractéristiques des cités de ce rang. La région s'est alors christianisée, et les fouilles de la ville ont dégagé plusieurs églises, dont une basilique du IVe siècle sur les bords du Pactole. Cette dernière phase antique s'achève en 616 lorsque la ville est prise par les Perses, qui lui infligent d'importantes destructions, entamant une période de déclin qui est aggravée un siècle plus tard par les attaques arabo-musulmanes.